# Madison Lilley
Madison Paige Lilley (Overland Park, 15 aprile 1999) è una pallavolista statunitense, palleggiatrice del Béziers.

## Carriera

### Club
La carriera di Madison Lilley inizia nei tornei scolastici del Kansas con la Blue Valley West HS; parallelamente gioca anche a livello giovanile, con il KC Power. Dopo il diploma gioca nella lega universitaria NCAA Division I con la Kentucky: fa parte delle Wildcats per un quadriennio, culminato con la vittoria della NCAA Division I 2020 (disputata nella primavera del 2021 a causa della pandemia di COVID-19 negli Stati Uniti d'America), venendo eletta MVP del torneo; colleziona inoltre diversi riconoscimenti individuali, tra i quali spicca quello National Player of the Year durante il suo ultimo anno.
Nella stagione 2021-22 inizia la carriera da professionista nella 1. Bundesliga tedesca, giocando per il Potsdam, mentre nella stagione seguente si trasferisce in Francia, disimpegnandosi in Ligue A con il Béziers.

### Nazionale
Fa parte delle selezioni giovanili statunitensi, vincendo la medaglia d'argento al campionato mondiale under 18 2015 e al campionato nordamericano under 20 2016, seguite dall'oro alla Coppa panamericana under 20 2017.
Nel 2019 debutta in nazionale maggiore, con cui si aggiudica l'oro alla Coppa panamericana.

## Palmarès

### Club
- NCAA Division I: 1

2020

### Nazionale (competizioni minori)
- Campionato mondiale under 18 2015
- Campionato nordamericano under 20 2016
- Coppa panamericana under 20 2017
- Coppa panamericana 2019

### Premi individuali
- 2017 - All-America Second Team
- 2018 - All-America Second Team
- 2019 - All-America Second Team
- 2020 - National Player of the Year
- 2020 - All-America First Team
- 2020 - NCAA Division I: Omaha National MVP